# Alexander Agricola
Alexander Agricola (Gante, Países Bajos Borgoñones, 1446-Valladolid, Corona de Castilla, 15 de agosto de 1506) fue un compositor de música coral, discípulo de Johannes Ockeghem. Pocos datos de su persona han llegado hasta nosotros. Se sabe que fue educado en Holanda, donde vivió su infancia.
Ya en plenitud se traslada a Italia donde fue un magnífico y refinado cantante en Milán hasta 1474. Después se puso al servicio del Duque de Mantua y de Felipe I de Castilla como original compositor. Al final de sus días vive en Valladolid donde muere a la edad de sesenta años.
En su época, fue un compositor muy estimado. Gran número de sus composiciones se hallan en las bibliotecas de España esperando ser publicadas y analizadas con profundidad. De entre las conocidas y rescatadas, destacan Petrucci (impresa en 1552 y 1553) y Treinta y Una Canciones; también cuenta con un volumen con cinco misas que tienen los títulos Le Serviteur, Je ne demande, Malheur me bat, Primi toni y Secundi Toni.